# Синдром каннабиноидной гиперемезии
Синдром каннабиноидной гиперемезии (CHS) проявляется повторяющейся тошнотой, рвотой и судорожной болью в животе из-за использования каннабиса. Эти симптомы могут временно отступать после принятия горячего душа или ванны. Осложнения могут включать почечную недостаточность, дисбаланс электролитов и ожоги кожи от применения горячей воды для облегчения симптомов. С этим синдромом были связаны по крайней мере три смерти.
Для возникновения синдрома обычно требуется еженедельное употребление каннабиса. Основной механизм возникновения синдрома неясен, есть несколько гипотез. Диагноз ставится на основании продолжительных симптомов. Другое состояние, которое может проявляться аналогичным образом — это синдром циклической рвоты.
Окончательное лечение предполагает прекращение употребления каннабиса по крайней мере в течение двух недель. Лечение во время эпизода рвоты обычно носит поддерживающий характер. Имеются предварительные доказательства эффективности применения крема с капсаицином в области живота во время острого приступа.
Число пострадавших точно неизвестно. Около 6 % из тех, кто обращается в отделения неотложной помощи в США с повторяющейся рвотой, страдают этим заболеванием. Синдром был описан впервые в 2004 году, а упрощенные диагностические критерии были опубликованы в 2009 году.

## Признаки и симптомы
Синдром каннабиноидной гиперемезии является парадоксальным синдромом, характеризующимся гиперемезисом (постоянной рвотой), что противоречит известным противорвотным свойствам каннабиноидов. В частности, синдром заключается в постоянной тошноте, рвоте и болях в животе в условиях хронического употребления каннабиноидов. Боль в животе бывает легкой и рассеянной. Существует три фазы синдрома: продромальная фаза, гипереметическая фаза и фаза восстановления.

### Продромальная фаза
Продромальная фаза характеризуется субсиндромальными симптомами синдрома, включая легкий дискомфорт и тошноту при пробуждении. До использования компенсирующего воздействия горячей воды для лечения симптомов люди иногда увеличивают потребление каннабиноидов, чтобы вылечить постоянную тошноту. Эта фаза может длиться месяцами или даже годами.

### Гипереметическая фаза
Гипереметическая фаза характеризуется полными синдромальными симптомами синдрома, включая стойкую тошноту, боль в животе и рвоту. Рвота может происходить до 5 раз в час. Симптомы этой фазы носят цикличный характер и могут непредсказуемо повторяться с интервалом от недель до месяцев. На этой стадии очень трудно принимать пищу или лекарства орально, и у пациентов может развиться страх перед едой. Возможны потеря веса и обезвоживание из-за снижения приема внутрь и продолжающейся рвоты. Компенсирующее воздействие горячей воды, даже в течение нескольких часов, может быть предпринято для облегчения симптомов, что приводит к поведению, связанному с навязчивым принятием душа или ванны. Люди описывают, что чувство облегчения от горячей воды «зависит от температуры», что означает, что более высокие температуры обеспечивают большее облегчение. Именно на этом этапе люди с хронической болезнью сердца, скорее всего, поступят в отделение неотложной помощи больницы для лечения.

### Фаза восстановления
Фаза выздоровления начинается после того, как пациент воздерживается от каннабиноидов, и может длиться от нескольких дней до месяцев. Восстановление нормального питания может привести к снижению веса, а компульсивное принятие ванны или душа может смениться нормальным поведением. Если человек в этой фазе снова употребляет каннабис, его симптомы, как правило, возвращаются.

### Осложнения
Отдельные приступы могут привести к осложнениям, например, к острой травме почек . В контексте синдрома это может быть определено как острая почечная недостаточность с гиперемезией каннабиноидов (CHARF). CHARF возникает в результате вторичного обезвоживания из-за постоянной рвоты и горячего душа, что приводит к преренальной азотемии . Сообщалось о случае острой почечной недостаточности на фоне рабдомиолиза с использованием синтетических каннабиноидов.

## Патогенез
Каннабис содержит более 400 различных химических веществ, из которых около 60 являются каннабиноидами. Химический состав каннабиса может варьироваться, что затрудняет определение конкретных химических веществ, ответственных за данный синдром. Патофизиология CHS осложняется комплексным действием этих химических веществ по всему телу, как в центральной нервной, так и в желудочно-кишечной системе . Факторы, связанные с каннабисом, такие как процент ТГК в каннабисе, количество и продолжительность употребления, вероятно, играют какую-то роль, но еще недостаточно изучены. Другие факторы, такие как хронический стресс, генетика и эмоциональные факторы, могут влиять на риск возникновения CHS.
Были выдвинуты различные механистические теории, пытающиеся объяснить данные симптомы:
- дозозависимое накопление каннабиноидов и связанные эффекты токсичности каннабиноидов
- функциональность каннабиноидных рецепторов в головном мозге и особенно в гипоталамусе (который регулирует температуру тела и пищеварительную систему)
- прямая стимуляция каннабиноидных рецепторов в кишечнике

### Теория накопления каннабиноидов
Тетрагидроканнабинол (ТГК) — это жирорастворимый каннабиноид, который может откладываться в жировых отложениях человека, обеспечивая длительный период полувыведения ТГК. В периоды стресса или отсутствия пищи жировые запасы человека могут быть мобилизованы (липолиз) для потребления энергии, высвобождая ранее накопленный ТГК обратно в кровь. Механизм можно охарактеризовать как «эффект реинтоксикации». Другой каннабиноид, называемый каннабигерол, действует как антагонист рецепторов каннабиноида 1-го типа (CB1) и серотонина (1A), противодействуя противорвотным эффектам каннабидиола.

### Гипоталамическая теория
Каннабидиол, каннабиноид, содержащийся в каннабисе, может увеличивать экспрессию рецепторов CB1 в гипоталамусе мозга. Кроме того, ТГК действует на рецепторы CB1, вызывая гипотермический эффект, снижая температуру тела. Это может объяснить, как воздействие горячей воды может облегчить симптомы CHS, обращая вспять снижение точки гомеостазатерморегуляции, вызванное каннабиноидами.

### Теория TRPV1
В качестве потенциального механизма CHS были предложены изменения в потенциале временного рецептора ваниллоидного рецептора подтипа 1 (TRPV1), который участвует в моторике желудка и активируется каннабиноидами, ноцицептивным теплом (температуры выше 43 °C) и капсаицином. Каннабиноиды in vitro опосредуют дефосфорилирование TRPV1 и снижают чувствительность рецептора. Теория TRPV1 утверждает, что хроническое воздействие каннабиноидов подавляет передачу сигналов TRPV1, и что компульсивное купание в горячей воде — это усвоенное поведение, направленное на нормализацию сниженной активности TRPV1 за счет воздействия ноцицептивного тепла. Это также может объяснить облегчающий эффект местного применения капсаицина при лечении CHS.

## Диагностика
Были предложены различные диагностические схемы для регистрации CHS. По состоянию на 2015 год модифицированные критерии Симонетто (Simonetto et al.) являются наиболее часто используемыми. Самая важная особенность — выявление в анамнезе употребления каннабиноидов, отрицание которого может отсрочить постановку правильного диагноза. Анализ мочи на наркотики может быть полезен для объективного определения присутствия каннабиноидов в организме человека. Метаболиты каннабиноидов (в частности, 11-нор-Δ9-карбоновая кислота) могут быть обнаружены в моче в течение 2-8 дней при краткосрочном применении и в течение 14-42 дней при постоянном употреблении.

К другим часто используемым диагностическим тестам относятся лабораторные анализы крови (общий и дифференциальный анализ крови, глюкоза крови, биохимия, ферменты поджелудочной железы и печени), тест на беременность, общий анализ мочи и рентгенография.
| Существенный   | - Употребление каннабиса в течение многих лет |
| Главный        | - Сильная тошнота и рвота - Рвота, периодически повторяющаяся в течение нескольких месяцев. - Разрешение симптомов после прекращения употребления каннабиса |
| Дополнительный | - Компульсивные горячие ванны с облегчением симптомов - Колики в животе - Нет признаков воспаления желчного пузыря или поджелудочной железы.                |

| Существенный   | - Долгосрочное употребление каннабиса |
| Главный        | - Сильная постоянная тошнота и рвота - Облегчение с прекращением употребления каннабиса - Облегчение симптомов горячим душем или ванной - Боль в животе, эпигастральная или околопупочная - Еженедельное употребление марихуаны |
| Поддерживающий | - Возраст менее 50 лет - Потеря веса> 5 кг - Утреннее преобладание симптомов - Нормальные привычки опорожнения кишечника - Отрицательные результаты лабораторных, рентгенологических и эндоскопических исследований             |

| Критерии | - Сильная постоянная рвота, обычно сопровождающаяся болями в животе. - Симптому предшествует употребление каннабиса как минимум раз в неделю - Временное облегчение симптомов с помощью горячего купания - Разрешение симптомов после прекращения употребления каннабиса - Поддерживающие признаки: мужской пол, начало употребления каннабиса в подростковом возрасте, появление симптомов в третьем десятилетии жизни. |

### Дифференциальная диагностика
| Клинические признаки                               | Синдром циклической рвоты | Синдром каннабиноидной гиперемезии |
| Предполагаемая причина                             | мутации мтДНК             | Употребление каннабиноидов         |
| Триггер (например, инфекция, стресс)               | Часто                     | Отсутствующий                      |
| Продромальная фаза                                 | Обычный                   | Обычный                            |
| Употребление каннабиса                             | Редко                     | Универсальный                      |
| Пол                                                | Женщины> Мужчины          | Мужчины> Женщины                   |
| Рвота                                              | Всеобщий                  | Всеобщий                           |
| Боль в животе                                      | Частый; средне-тяжелый    | Частый; умеренно-умеренный         |
| Обезвоживание и повышенное употребление алкоголя   | Частый                    | Частый                             |
| Потеря веса                                        | Частый                    | Частый                             |
| Частые и навязчивые приемы горячего душа или ванны | Отсутствующий             | Всеобщий                           |
| Психиатрические расстройства                       | Частый                    | Редкий                             |
| Мигрень                                            | Частый                    | Редкий                             |
| Лейкоцитоз или нейтрофилия                         | Изредка                   | Изредка                            |
| Низкий уровень калия в крови                       | Иногда из-за гиперемезиса | Иногда из-за гиперемезиса          |
| Результат исследования опорожнения желудка         | Ускоренный или нормальный | С задержкой или нормально          |
| Каннабиноидный скрининг мочи                       | Обычно отрицательный      | Обычно положительный               |
| Результат эндоскопии                               | Нормальный                | Часто эзофагит или гастрит         |

Перед диагностикой и лечением предполагаемого хронического сердечно-сосудистого заболевания необходимо исключить более серьезные заболевания. Медицинские состояния, которые могут проявляться так же, как CHS, включают синдром циклической рвоты, перфорацию или непроходимость кишечника, гастропарез, холангит, панкреатит, нефролитиаз, холецистит, дивертикулит, внематочную беременность, воспалительные заболевания органов малого таза, сердечный приступ, острый гепатит, надпочечниковую недостаточность и разрыв аневризмы аорты . В целом, CHS чаще всего ошибочно диагностируется как синдром циклической рвоты. Однако, если простые лабораторные тесты и визуализация исключили более серьезные состояния, разумно отслеживать ухудшение состояния пациента, чтобы предотвратить ненужное применение более инвазивных и потенциально опасных диагностических процедур (например, исследовательской хирургии). Полная история употребления каннабиноидов человеком важна для постановки правильного диагноза.
CHS иногда остается невыявленным даже в течение многих лет. Это может быть связано с нежеланием пациентов полностью раскрывать свое употребление каннабиса медицинским работникам, особенно когда другой человек сопровождает партнера на прием или при посещении отделения неотложной помощи. Установление правильного диагноза экономит деньги системы здравоохранения и снижает заболеваемость, связанную с этим заболеванием.

## Лечение
Многие традиционные лекарства от тошноты и рвоты неэффективны при данном синдроме. В остальном лечение является поддерживающим и направлено на прекращение употребления каннабиса. После прекращения употребления каннабиноидов полное облегчение симптомов может занять от 7 до 10 дней. Надлежащее лечение включает информирование пациентов о том, что их симптомы связаны с употреблением каннабиса или каннабиноидов, и что воздействие каннабиноидов в будущем, вероятно, приведет к их возвращению. Может потребоваться привлечение психологов. Воздержание от принятия каннабиноидов в настоящее время остается единственным видом лечения. Когнитивно-поведенческая терапия и терапия для повышения мотивации — это основанные на фактических данных варианты амбулаторного лечения пациентов с расстройством, связанным с употреблением каннабиса .
Симптоматическое облегчение отмечается при воздействии горячей воды (более 41 °C), которое опосредуется TRPV — рецептором капсаицина. Важно вовремя обнаруживать обезвоживания из-за рвоты и горячего душа, поскольку оно может привести к острой почечной недостаточности, и это легко лечится с помощью внутривенного введения жидкостей. Если обезвоживание тяжелое, может потребоваться госпитализация. Основываясь на механизме эффекта, некоторые врачи использовали крем с капсаицином для местного применения, наносимый на околопупочную область. Капсаицин в качестве терапии первой линии переносится хорошо, хотя доказательства его эффективности ограничены. Использование душа с горячей водой в отделениях неотложной помощи рекомендуется в ситуациях, когда местный крем с капсаицином недоступен, хотя требуются те же меры предосторожности, что и при использовании горячей воды (возможно обезвоживание и ожоги).
Использование антипсихотических средств, таких как галоперидол и оланзапин, обеспечило полное облегчение симптомов в описаниях клинических случаев. Доказательства использования бензодиазепинов, таких как лоразепам, дали неоднозначные результаты. Другие лекарственные препараты с неясной эффективностью, которые были опробованы, включают: антагонисты рецепторов нейрокинина-1, антигистаминные препараты первого поколения (например, дифенгидрамин), антагонисты рецепторов 5-HT <sub id="mwAc4">3</sub> (например, ондансетрон) и неантипсихотические антидофаминергические средства (например, метоклопрамид).).
В клинических случаях парацетамол показал некоторую эффективность для облегчения головных болей, связанных с синдромом. Опиоиды могут частично облегчить боль в животе, но их использование не рекомендуется из-за риска усиления тошноты и рвоты.

## Прогноз
Острые эпизоды гиперемезиса каннабиноидов обычно длятся 24-48 часов, и проблема часто решается после длительного прекращения употребления каннабиса. Полное излечение может занять от одного до трех месяцев.
Рецидивы являются обычным явлением, и считаются, возможно, результатом недостатка информированности пациентов, поскольку многие люди употребляют или увеличивают потребление каннабиса при симптомах тошноты и рвоты.

## Эпидемиология
Среди пользователей, курящих 20 или более дней в месяц, около трети могут испытывать подобные симптомы. CHS чаще встречается у людей, которые употребляют каннабис ежедневно (47,9 % пациентов) и чаще, чем ежедневно (23,7 % пациентов), по сравнению с потребителями один раз в неделю (19,4 % пациентов) и реже употребляющими каннабис (2,4 % пациентов). Значительное увеличение числа случаев CHS (и других связанных с марихуаной посещений отделения неотложной помощи) было отмечено в штатах США, которые легализовали марихуану, при этом частота циклической рвоты заметно увеличилась вдвое в американском штате Колорадо после легализации. Поскольку употребление марихуаны продолжает легализоваться, ожидается, что распространенность CHS в США будет расти.
Опрос, проведенный в 2018 году среди 155 заядлых потребителей каннабиса в больницах, показал, что у 51 из них есть CHS. Это соотношение было использовано для получения оценки того, что в Соединенных Штатах 2,7 миллиона из общего числа в 8,3 миллиона потребителей каннабиса должны испытывать этот синдром. То же исследование показало, что из тех, кто обращается в отделение неотложной помощи в Соединенных Штатах с повторяющейся рвотой, около 6 % страдают этим заболеванием. В 2018 году от этого заболевания умер 17-летний подросток.

## История
Гиперемезис каннабиноидов впервые был зарегистрирован на Аделаидских холмах в Южной Австралии в 2004 году
В то же время было придумано название синдром каннабиноидной гиперемезии. Отчет о нём был основан на девяти пациентах, которые были хроническими потребителями каннабиса, у которых наблюдалась циклическая рвота. Одна женщина, участвовавшая в исследовании, сообщила, что теплые ванны обеспечивали единственное облегчение от тошноты, сильной рвоты и боли в животе, и, как сообщается, трижды обожглась в ванне с горячей водой, пытаясь получить облегчение симптомов.

## Общество и культура
CHS малоизвестен. Некоторые врачи отделения неотложной помощи назвали эти симптомы «скромитированием», сочетанием «крика» и «рвоты». Врач отделения неотложной помощи США в 2018 году прокомментировал, что это состояние не диагностировалось 5 лет назад, но стало диагностироваться чаще. Многие люди были поражены представлением о том, что каннабис может вызывать симптомы тошноты и рвоты, учитывая распространенное мнение о том, что каннабис можно использовать для их предотвращения.

## Направления исследований
Неясно, почему CHS является непропорционально редким явлением, учитывая, насколько широко используется каннабис во всем мире. Между потребителями каннабиса могут быть генетические различия, которые влияют на риск развития CHS. Патофизиология синдрома также неясна, особенно в том, что касается воздействия каннабиноидов на кишечник. Долгосрочные последствия для пациентов, страдающих CHS, неизвестны.